# Osvaldo Peralta
Osvaldo Antonio Peralta Medina (2 de fevereiro de 1971) é um ex-futebolista profissional paraguaio que atuava como defensor.

## Carreira
Osvaldo Peralta representou a Seleção Paraguaia de Futebol nas Olimpíadas de 1992.